# Ștefanca (Fehér megye)
Ștefanca falu Romániában, Erdélyben, Fehér megyében. Közigazgatásilag Bisztra községhez tartozik.
Az 1956-os népszámlálás előtt Bisztra része volt. 1956-ban 93, 1966-ban 107, 1977-ben 98, 1992-ben 52, 2002-ben 38 román lakosa volt.
A település területének 50,22%-a legelő, 35,56%-a maga a szórványtelepülés, 13,00%-a erdő, 1,22%-a pedig mezőgazdasági terület. Egy ülepítő tó (Iazul Valea Ştefancei I) is található itt, amelyet 1986 és 1993 között a CupruMin tulajdonában álló Roşia Poieni bánya használt. A Ștefanca patak felduzzasztásával kialakított, használaton kívüli ülepítő tó rekultivációja 2018-ig nem történt meg. 2015-ben a faluban még nem volt vezetékes víz illetve csatornázás.